# Kotomi Ishizaki
Kotomi Ishizaki (en japonés: 石崎琴美, Ishizaki Kotomi; Obihiro, 4 de enero de 1979) es una deportista japonesa que compite en curling.
Participó en dos Juegos Olímpicos de Invierno, obteniendo una medalla de plata en Pekín 2022, en la prueba femenina, y el octavo lugar en Pyeongchang 2018, en la misma prueba. Ganó dos medallas en el Campeonato Pan Continental de Curling Femenino, en los años 2022 y 2023.

## Palmarés internacional
| Juegos Olímpicos           | Juegos Olímpicos | Juegos Olímpicos | Juegos Olímpicos |
| Año                        | Lugar            | Medalla          | Prueba           |
| -------------------------- | ---------------- | ---------------- | ---------------- |
| 2022                       | Pekín (China)    | Medalla de plata | Equipo           |
| Campeonato Pan Continental |                  |                  |                  |
| Año                        | Lugar            | Medalla          | Prueba           |
| 2022                       | Calgary (Canadá) | Medalla de oro   | Equipo           |
| 2023                       | Kelowna (Canadá) | Medalla de plata | Equipo           |